# WEEK END
「WEEK END」（ウィーク・エンド）とは、日本のバンド、X（現X JAPAN）のメジャー3作目（通算5作目）のシングルであり、その表題曲である。1990年4月21日に発売された。

## 解説
1989年4月21日に発売されたメジャー・デビューアルバム『BLUE BLOOD』に収録されている同名曲をリメイクしたもので、ディスクジャケットに"NEW ARRANGE VERSION"と表記されている。ギターソロや曲の後半部分が異なるほか、新たにピアノやストリングスの演奏が導入されている。
このシングルは初回生産分のみ、横開きの見開きパッケージとなっており、通常盤にないメンバーそれぞれのカットやジャケットにもあるようなリストカットの写真と英語の詩が載っている。ジャケット含め全12ページ。
ライブでのアレンジはいくつか変遷があり、当初はシングルバージョンの音源通りに演奏されていたが、1995年11月29日の山形公演からは、イントロにサビのコーラスが追加されたバージョンで披露されるようになった。
DAHLIA TOUR 1995-1996の1995年12月30日の東京ドーム公演からは、ギターとベースのチューニングが半音下げからレギュラーチューニングとなったことで、キーが変ホ短調からホ短調へと半音上がった。前述のコーラスの追加はそのままだが、音源版のイントロに存在したアルペジオは省略されるようになり、ギターソロの変更、中盤はYOSHIKIのピアノによるバラード調となったアレンジで演奏され、それ以降はほぼ全てのライブで演奏されていた。
2018年9月28日のX JAPAN Live 日本公演 2018〜紅に染まった夜〜 Makuhari Messe 3Daysからは、前述のバージョンとアレンジは同じものの、ギターとベースのチューニングがレギュラーチューニングから半音下げに再び戻ったことから、キーがホ短調から変ホ短調へと半音下げられた。
1994年7月10日に発売されたシングル曲「Rusty Nail」は、「WEEK END」の続編にあたる。

## ミュージック・ビデオ
ミュージック・ビデオ (MV) が制作されており、ヴォーカルTOSHI以外のメンバー4人が死亡する展開になっている。それぞれ、ギターHIDEは頭を抱えて死亡、ギターPATAは泥酔して死亡、ベースTAIJIは銃殺、ドラムYOSHIKIは傷自殺となっている。TOSHIだけが死亡しないのは「死に様が似合わない」から。HIDEがある番組で公言したことによると「TOSHIは高いビルから落ちてもケロっと起き上がるような人だから」とのこと。なお、このMVの続きが1993年12月30・31日に東京ドームで開催されたコンサート『日本直撃カウントダウンX JAPAN RETURNS』の30日公演で披露された。その内容は、TOSHIがステージ上で心臓を撃たれて死亡するというものであり、「WEEK END」の演奏終了後に行われた。その後、メンバーのソロコーナーを挟んだ後にX JAPAN名義として初の新曲でもある「ART OF LIFE」の披露の際に、従来の髪を立てた「XのTOSHI」から、髪を下ろした「X JAPANのTOSHI」に生まれ変わるという演出がなされた。
MV中でHIDEは、12弦と6弦のダブル・ネックのギター（MG）を弾いているが、重たいためライブでは使用していない。

## 収録曲
| 全作詞・作曲: YOSHIKI、全編曲: X。 |                                                                       |         |            |      |
| #                                  | タイトル                                                              | 作詞    | 作曲・編曲 | 時間 |
| 1.                                 | 「WEEK END (NEW ARRANGE VERSION)」                                    | YOSHIKI | YOSHIKI    | 5:45 |
| 2.                                 | 「ENDLESS RAIN (LIVE VERSION, Recorded at NIPPON BUDOKAN 1990.2.4.)」 | YOSHIKI | YOSHIKI    | 6:57 |
| 合計時間:                          | 合計時間:                                                             | 12:42   |            |      |

## パーソネル
| - 共同プロデューサー：                    | 津田直士     |
| - レコーディング&ミキシング・エンジニア： | 松本元成     |
| - マスタリング・エンジニア：              | 田中三一     |
| - オーケストラ・アレンジ&指揮：           | 斎藤ネコ     |
| - コンサートマスター：                    | グレート栄田 |

## 収録アルバム
オリジナル・アルバム
- 『BLUE BLOOD』 (#1)

ベスト・アルバム
- 『X SINGLES』 (#1[注 3],2)
- 『THE WORLD 〜X JAPAN 初の全世界ベスト〜』 (#1[注 4])

## その他
発売当時には在籍していなかったHEATHは、この曲をXの曲で好きな曲の一つに挙げている。理由は「コーラスでTOSHIが寄って来るのが嬉しかったから」だという。
FM NACK5の朝番組『NACK WITH YOU』の週最終回（木曜日）の最後のコーナーにて、パーソナリティを務めるあいざわ元気の「ウィーク・エンド・ラッキー・アイテム!」の掛け声とともに楽曲のサビ部分からギター・ソロがバックで流れ、週末の運勢が放送される。一時期は他アーティストの違う曲も流れていたが、現在は「WEEK END」に戻されている。